# Wohnhaus Bremer Straße 38

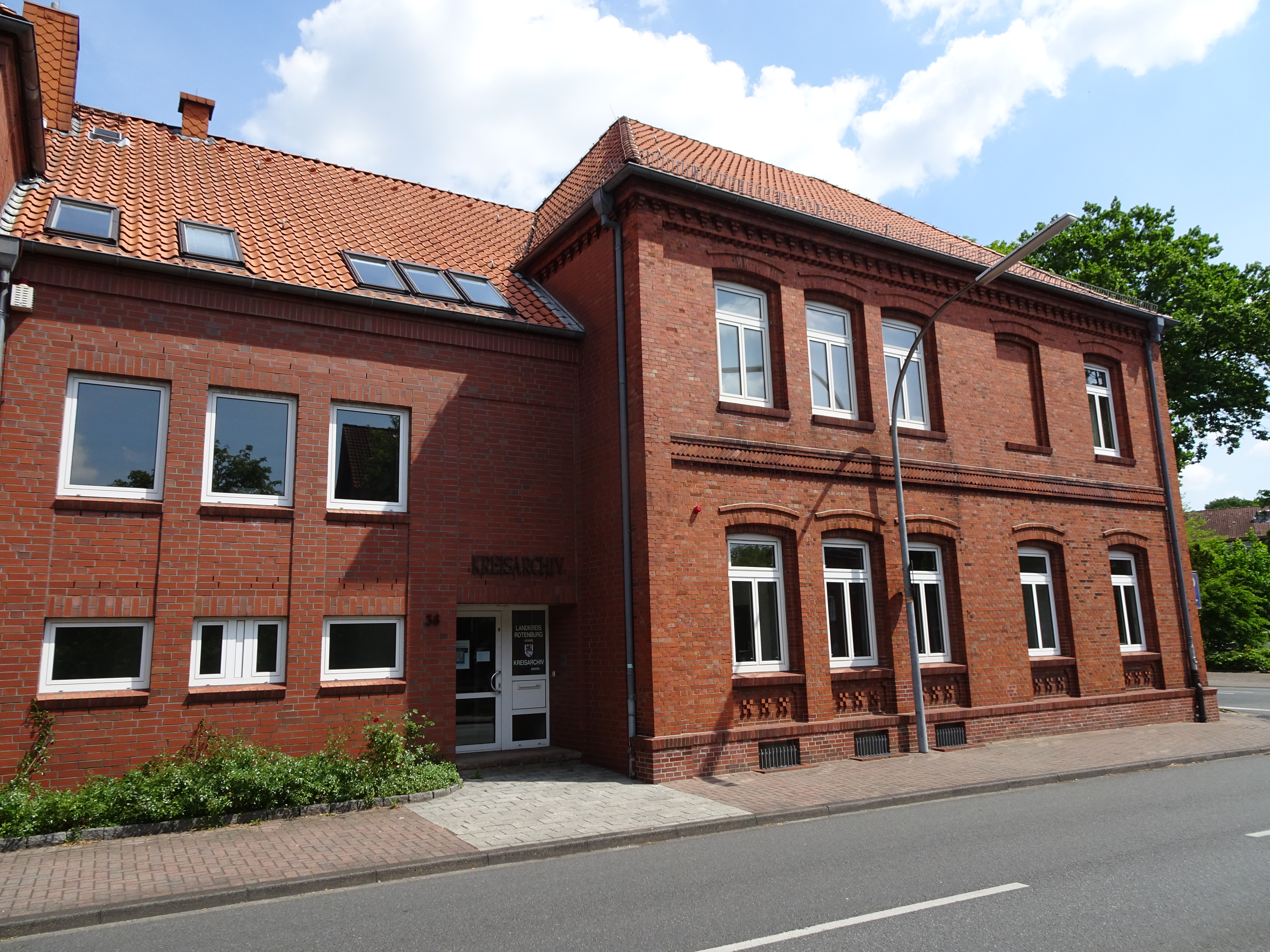
Das Kreisarchiv in Bremervörde

Das Wohnhaus Bremer Straße 38 in der niedersächsischen Stadt Bremervörde wurde zum Ende des 19. Jahrhunderts gebaut. Aktuell (2025) wird es seit 1991 durch das Kreisarchiv Rotenburg (Wümme) genutzt.
Das Gebäude steht unter Denkmalschutz (siehe auch Liste der Baudenkmale in Bremervörde).

## Geschichte und Beschreibung
Bremervörde war um 1000 Sitz der Wasserburg Vörde an der Oste und gehört zum Landkreis Rotenburg (Wümme).
Das zweigeschossige traufständige verklinkerte Eckgebäude mit ziegelgedecktem Walmdach wurde 1898 (a) gebaut. Die Fassade wurde sparsam durch Trauf- und Mittelgesimse sowie segmentbogige Fenster gestaltet. Das Haus wurde zum Kreisarchiv umgebaut.
Das Landesdenkmalamt befand u. a.: „… Es trägt entsprechend für die Wohnbebauung um 1900 charakteristische Merkmale ….“

## Kreisarchiv
Mitte der 1930er Jahre wurden Unterlagen (Akten, Register, Plakate, Fotos, Karten und Pläne sowie Bücher) des Landratsamtes Bremervörde zur Geschichte der Region zusammengefasst und einige Dokumente an die Provinzialarchivverwaltung Hannover abgegeben. Der damalige Natur- und Kulturdenkmalpfleger August Bachmann (1893–1983) konnte viele Unterlagen sichern und Teile davon in seinem Haus verwahren.
Das Kreisarchiv Bremervörde bezog 1966 zusammen mit dem ebenfalls von Bachmann begründeten Kreismuseum Räume in der ehemaligen erzbischöflichen Kanzlei, dem Alten Kreishaus; hier ist heute das Bachmann-Museum. 1973 wurde dieses Archiv erstmals hauptamtlich durch einen Mitarbeiter geführt.
1977 entstand der Landkreis Rotenburg (Wümme). Das Kreisarchiv Bremervörde wurde zum Kreisarchiv des neuen Kreises. Das Archivgut aus dem alten Landkreis Rotenburg verwaltete bis 1993 der Heimatbund Rotenburg (Wümme). Es wurde gemäß dem Niedersächsischen Archivgesetz 1997 in das Kreisarchiv in Bremervörde überführt. 1991 bezog das Archiv das umgebaute Wohnhaus Bremer Straße 38. Die Auflösung des Instituts für Heimatforschung Rotenburg führte 2009 zur Übernahme der Bestände. 2012 wurde auch eine Nebenstelle des Archivs in Rotenburg mit dem Archiv für Heimatforschung eingerichtet.